# Rajeleh
Rajeleh (persiska: بُرجِلِه, بَرچَلِه, بُرجلَه, رجله) är en ort i Iran.   Den ligger i provinsen Lorestan, i den centrala delen av landet, 300 km sydväst om huvudstaden Teheran. Rajeleh ligger 1 854 meter över havet och antalet invånare är 506.
Terrängen runt Rajeleh är kuperad åt sydväst, men åt nordost är den platt.Runt Rajeleh är det ganska glesbefolkat, med 29 invånare per kvadratkilometer. Närmaste större samhälle är Aznā, 4,2 km norr om Rajeleh. Trakten runt Rajeleh består till största delen av jordbruksmark.